# Greta y los Garbo
Greta y los Garbo fue un grupo musical creado en Valladolid (España) en 1989. Estuvo formado por Beatriz González "Greta" (voz solista), sus hermanas Belén González y Sara González (coros) y, hasta 1994, Ignacio Gómez "Nacho Melody" (teclados y voz).
Desde sus orígenes, el grupo consiguió una identidad propia en el panorama musical español por cantar en castellano estilos más estadounidenses como el soul y el funky. Destacaron algunas de sus canciones como ¡Menuda fiesta!, Rompes mi corazón, Hay noches que sueño, Pienso tanto en ti, Quiero volar o Vuelvo a ti.  
En 2002, Greta y los Garbo anunciaron su disolución.

## Historia
Las tres hermanas González (Beatriz, Sara y Belén) crecieron en Valladolid, en un ambiente de admiración por la música, especialmente la música afroamericana de artistas como Aretha Franklin, Diana Ross y otros del mítico sello Motown.
Beatriz llegó a participar siendo aún una niña en el programa de Televisión española Ni en vivo, ni en directo, de Emilio Aragón. 
Las tres hermanas, después de diferentes experiencias musicales en varios grupos y en solitario, conocieron al tecladista Nacho Melody con el que grabaron maquetas de estilo soul. Hecho que les llevó a formar juntos el grupo Greta y los Garbo. A finales de 1989 firmaron con la discográfica Fonomusic, que editó su primer disco ¡Menuda fiesta! (Noviembre de 1990). El álbum contenía el tema del mismo título, versión de The Happening de (The Supremes), y consiguió un arrollador éxito comercial en España. Beatriz fue galardonada como la voz joven más importante del país. 
En 1991 salió a la luz ¡Llamad a Mister Brown!, que combinaba versiones de clásicos del soul con sus primeros temas de composición propia. Dos años después editaron Búscame, compuesto por canciones propias, y con temas destacados como The tracks of my tears (original de Smokey Robinson, y que es la única versión incluida en el álbum), Ven o La estrella del Sur, en homenaje a Janis Joplin.
En pleno éxito ficharon por la discográfica Virgin, con la que publicaron su cuarto disco Deseo (1995), ya como trío, tras la marcha de Ignacio. El disco, que contiene entre otras canciones Hay noches que sueño, En tu cuerpo y Deseo y las colaboraciones de Mikel Erentxun, Manolo Tena o Teo Cardalda, se convirtió en su primer disco de oro y a punto de rozar el platino con casi 100.000 copias vendidas.
Después de realizar los coros en varios temas del disco Laberinto de Miguel Bosé, de publicar su último disco de estudio, Greta y los Garbo (1997), (grabado y producido en Londres, y también certificado como disco de oro) y de poner voz a la banda sonora de la serie de televisión Compañeros. En 2000 abandonaron Virgin y anunciaron la publicación de un disco en inglés titulado Evolution & Revolution, autoproducido por ellas, pero que nunca llegó a ver la luz. 
Tras participar en distintos proyectos (interpretaron la sintonía de la primera edición del programa Gran Hermano en España, colaboraron en el disco benéfico de Coca-Cola Aquí y ahora, e interpretaron la banda sonora de la película española de animación Manuelita, entre otras cosas), Virgin publicó en el año 2001 el disco Grandes Éxitos, que recopila las canciones más conocidas de sus dos últimos álbumes, junto a un tema inédito titulado Quisiera despertar (versión de If You Could See me Now de Celine Dion). 
Tras colaborar en más proyectos (grabaron el tema Sólo en ti a dúo junto a Raphael para su disco Maldito Raphael) participaron en el disco benéfico contra los malos tratos Hay que volver a empezar con una versión del How come, how long de Babyface y Stevie Wonder, grabaron las sintonías de los concursos televisivos Aventúrate y Popstars en España) y en 2002 anunciaron su disolución para emprender carreras en solitario: Greta como cantante solista y diseñadora de moda, Sara como empresaria de distintos proyectos de ocio y hostelería y Belén como actriz y directora de cine y documentales, aunque sigue ligada al mundo de la música y participa ocasionalmente en galas o conciertos como el Concierto de mujeres artistas por la Paz, celebrado en 2008 en Ramala (Cisjordania).
Greta ejerció otros proyectos musicales pero fue en 2007 cuando publicó en solitario el disco Rebirth, cuyo primer sencillo es la canción Quién será con un nuevo estilo más pop-rock, pero sin abandonar sus raíces soul. Ese mismo año presentó en un desfile en Nueva York su primera colección de moda "Les Bohémiens by Sara Blanco". Su siguiente propuesta musical fue la creación de un dúo electro-soul junto con el dj Sandro Bianchi, formación que tuvo un primer concierto en Guadalajara, México. Tras esto Beatriz tomó otros caminos alejados de la música y de la fama que consiguió antaño como cantante.

## Discografía
| Año  | Álbum                                                      | Sencillos                                                                       |
| ---- | ---------------------------------------------------------- | ------------------------------------------------------------------------------- |
| 2007 | Rebirth (Greta como solista)                               | - Quién será - Sola - Me besaste - Darkness                                     |
| 2003 | 20 Grandes Éxitos                                          |                                                                                 |
| 2001 | Grandes Éxitos                                             | - Quisiera despertar                                                            |
| 2000 | Evolution & Revolution (No editado)                        | - Give me                                                                       |
| 2000 | Gran Hermano                                               | - Vive                                                                          |
| 2000 | El disco de la serie Compañeros (doble CD, 40 temas, 2 CD) | - No te fallaré                                                                 |
| 1997 | Greta y los Garbo                                          | - Todo - Vuelvo a ti - Donde acaba el sol - Ana - Llueve                        |
| 1995 | Deseo                                                      | - Hay noches que sueño - En tu cuerpo - Hay tanto que contar - Capítulo cerrado |
| 1995 | Grandes Baladas                                            |                                                                                 |
| 1993 | Búscame                                                    | - Búscame / La estrella del Sur - Ven - Pienso tanto en ti - Sólo te doy amor   |
| 1991 | ¡Llamad a Mr. Brown!                                       | - No puedo escapar - Quiero volar - El gorila Tripitongo - Tú eres mi aventura  |
| 1990 | ¡Menuda fiesta!                                            | - ¡Menuda fiesta! - Rompes mi corazón - Tu dulce amor                           |